# Strossmayerova Galerija
La Galleria Strossmayer di Antichi Maestri (in croato Strossmayerova Galerija starih majstora) è un museo d'arte di Zagabria, che porta il nome del suo fondatore, il vescovo Josip Juraj Strossmayer. Si trova nell'edificio dell'Accademia delle Scienze e delle Arti di Zagabria.

## Storia
Il vescovo Strossmayer fu un appassionato collezionista d'arte, soprattutto di pittura italiana del XV secolo. Nel 1868 presentò la collezione al pubblico, nella sede dell'Accademia di cui fu anche l'iniziatore.
L'edificio, in stile neorinascimentale venne completato dall'architetto viennese Friedrich von Schmidt nel 1884, con l'apertura del museo dal 9 novembre di quell'anno.
Oggi la galleria è stata ulteriormente arricchita da acquisti e donazioni, tra cui quelle di Ivan Ruzic, del marchese Etienne de Piennes, di Anthony Mimara Topic e di Zlatko Baloković.

## Collezione
La galleria ospita una significativa collezione di artisti europei dal XIV al XIX secolo, con particolare prestigio per le opere del Rinascimento italiano. Tra gli autori spiccano Beato Angelico, Vittore Carpaccio, Andrea Schiavone, Jacopo Palma il Giovane, pseudo-Pier Francesco Fiorentino, Federico Bencovich, El Greco, Joachim Patenier, Jan de Cock Wellensz, Jacob van Ruisdael e Jean-Antoine Gros.
Di grande importanza sono le pagine miniate del Breviario di Ercole I d'Este realizzate da Matteo da Milano, uno dei capolavori dell'arte della miniatura italiana.
La collezione è divisa in dieci sale, con un'esposizione cronologica e per scuola. Oggi la collezione della Galleria vanta circa 4.000 pezzi, di cui 256 in mostra permanente e il resto nei depositi o in prestito verso altre gallerie o istituzioni croate.